# Colobrièras
Colobrieras (en francès Collobrières) és un municipi francès, situat al departament del Var i a la regió de Provença – Alps – Costa Blava.

## Demografia
| 1962                                       | 1968  | 1975  | 1982  | 1990  | 1999  | 2009  |
| ------------------------------------------ | ----- | ----- | ----- | ----- | ----- | ----- |
| 1.169                                      | 1.176 | 1.135 | 1.337 | 1.435 | 1.596 | 1.788 |
| Des de 1962: població sense dobles comptes |       |       |       |       |       |       |

## Administració
| Període | Identitat        | Partit |
| ------- | ---------------- | ------ |
| 2001-   | Christine Amrane |        |